# Публично проверяемое разделение секрета
Публично проверяемое разделение секрета (PVSS) — схема проверяемого разделения секрета такая, что любая сторона (а не только стороны-участники протокола) может подтвердить достоверность долей, распределённых дилером.
В схеме каждой стороне {\displaystyle P_{i}} назначается публичная функция шифрования {\displaystyle E_{i}}, при этом соответствующую функцию дешифрования {\displaystyle D_{i}} не знает никто, кроме самого {\displaystyle P_{i}}.
Дилер использует открытые функции шифрования для распределения долей, вычисляя:
{\displaystyle S_{i}=E_{i}\left(s_{i}\right),\quad i=1,\ldots ,n}
и публикуя зашифрованные доли {\displaystyle S_{i}}. Для проверки достоверности всех зашифрованных долей существует алгоритм PubVerify, свойство которого состоит в том, что:
{\displaystyle \exists u\forall A\in 2^{\{1,\ldots ,n\}}:\quad \left({\text{ PubVerify }}\left(\left\{S_{i}\mid i\in A\right\}\right)=1\right)\Rightarrow \operatorname {Recover} \left(\left\{D_{i}\left(S_{i}\right)\mid i\in A\right\}\right)=u}
и {\displaystyle u=s}, если дилер был честен.
Иными словами, если набор зашифрованных долей «достоверен» согласно PubVerify, то честные участники могут расшифровать их и восстановить секрет. Стоит обратить внимание, что PubVerify может быть выполнено, даже если стороны ещё не получили свои доли. Для запуска PubVerify может потребоваться связь с дилером (но не с участником). Схема PVSS называется неинтерактивной, если PubVerify вообще не требует взаимодействия с дилером, или интерактивной, если это не так.
Среди возможных применений PVSS — электронное голосование, пороговые криптосистемы, пороговые отзывные электронные деньги, пороговое программное обеспечение депонирования ключей, пороговые подписи.

## Реализация
Фиксируется {\displaystyle G_{p}} — группа простого порядка {\displaystyle p}, {\displaystyle g,G} — независимо выбранные генераторы этой группы. Задача дилера — разделить случайное значение из данной группы. Для этого дилер сначала выбирает {\displaystyle s\in _{R}Z_{p}}, а затем распространяет доли секрета {\displaystyle S=G^{S}}.
Возможно использовать протокол Чаума — Педерсена для подтверждения {\displaystyle \log _{g_{1}}{h_{1}}=\log _{g_{2}}{h_{1}}}, где {\displaystyle g_{1},g_{2},h_{1},h_{2}\in G_{p}}: если подтверждающий знает такое {\displaystyle \alpha }, что {\displaystyle h_{1}=g_{1}^{\alpha }} и {\displaystyle h_{2}=g_{2}^{\alpha }} (дискретные логарифмы), где {\displaystyle g_{1}} и {\displaystyle g_{2}} — генераторы группы простого порядка {\displaystyle p}:
- подтверждающий выбирает случайную {\displaystyle r\in {\boldsymbol {\mathrm {Z} }}_{q^{*}}} и отправляет {\displaystyle a_{1}=g_{1}^{r}} и {\displaystyle a_{2}=g_{2}^{r}};
- проверяющий отправляет случайную посылку {\displaystyle c\in _{R}{\boldsymbol {\mathrm {Z} }}_{q}};
- подтверждающий отвечает {\displaystyle s=r-\alpha c(\mathrm {mod} \,q)};
- проверяющий проверяет что {\displaystyle a_{1}=g_{1}^{s}h_{1}^{c}} и {\displaystyle a_{2}=g_{2}^{s}h_{2}^{c}}.

Протокол Чаума — Педерсена является интерактивным и требует некоторой модификации для использования в неинтерактивном режиме: замены случайно выбранной {\displaystyle c} на «безопасную хэш-функцию» с {\displaystyle m} в качестве входного значения.
Сама схема PVSS состоит из трёх фаз: инициализации, распределения и восстановления.
На этапе инициализации выбирается группа {\displaystyle G_{p}} и её генераторы {\displaystyle g,G}. Непосредственно алгоритм выбора надежных параметров является отдельной задачей криптографии и не относится к протоколу PVSS. Каждая сторона {\displaystyle P_{i}i=1\ldots n} генерирует закрытый ключ {\displaystyle x_{i}\in _{R}Z_{p}^{*}} и регистрирует {\displaystyle y_{i}=G^{x_{i}}} в качестве своего открытого ключа.
На фазе распределения данная часть протокола состоит из двух шагов — распределение долей и подтверждение долей. На шаге распределение долей дилер выбирает случайный полином {\displaystyle d} степени {\displaystyle t-1} с коэффициентами, принадлежащими {\displaystyle Z_{p}}:
{\displaystyle d(x)=\sum _{j=0}^{t-1}\beta _{j}x^{j}}
При этом нулевой коэффициент равен распределяемому секрету {\displaystyle \beta _{0}=s}.
Этот полином, в отличие от обычных схем разделения секрета, нигде не публикуется и приватно хранится у дилера. Вместо этого дилер публикует {\displaystyle C_{j}=g_{j}^{\beta },0\leq j\leq t} и зашифрованные на публичных ключах каждой стороны полиномы {\displaystyle Y_{i}=y_{i}^{d(i)},1\leq i\leq n}. Дилер доказывает, что зашифрованные полиномы действительно лежат на одной прямой, если для {\displaystyle d(i),1\leq i\leq n} удовлетворяются следующие уравнения:

{\displaystyle X_{i}=\prod _{j=0}^{t-1}C_{j}^{ij}=g^{d(i)}} и {\displaystyle Y_{i}=y_{i}^{d(i)}}Для данной проверки протокол Чаума — Педерсена применяется параллельно всеми сторонами. На шаге подтверждение долей подтверждающая сторона вычисляет {\displaystyle X_{i}} с помощью значений {\displaystyle C_{j}}. Затем, аналогично протоколу Чаума — Педерсена, вычисляются {\displaystyle a_{1i}=g^{s_{i}}X_{i}^{c}} и {\displaystyle a_{2i}=y^{s_{i}}Y_{i}^{c}}. Если они совпадают, то доли считаются подтверждёнными.
На фазе восстановления каждый участник, используя свой закрытый ключ {\displaystyle x_{i}}, находит долю {\displaystyle S_{i}=G^{d(i)}} из {\displaystyle Y_{i}}, вычисляя {\displaystyle S_{i}=Y_{i}^{1/x_{i}}}. Стороны публикуют {\displaystyle S_{i}} плюс доказательство того, что значение {\displaystyle S_{i}} является правильной расшифровкой {\displaystyle Y_{i}}. Для этого достаточно доказать знание {\displaystyle \alpha } такого, что {\displaystyle y_{i}=G^{\alpha }} и {\displaystyle Y_{i}=S_{i}^{\alpha }}, для чего опять же можно применить протокол Чаума — Педерсена.
Возможна операция объединения долей: если участники {\displaystyle P_{i}} прошли все необходимые проверки и убедились, что значения {\displaystyle S_{i}} верны для {\displaystyle i=1,\ldots ,t}. Секрет {\displaystyle G^{s}}, то можно применить интерполяцию Лагранжа:
{\displaystyle \prod _{i=1}^{t}S_{i}^{\lambda _{i}}=\prod _{i=1}^{t}\left(G^{d(i)}\right)^{\lambda _{i}}=G^{\sum _{i=1}^{t}d(i)\lambda _{i}}=G^{d(0)}=G^{s}},
где {\displaystyle \lambda _{i}=\prod _{j\neq i}{\frac {j}{j-i}}} — коэффициенты Лагранжа.